# Waryński Grupa Holdingowa

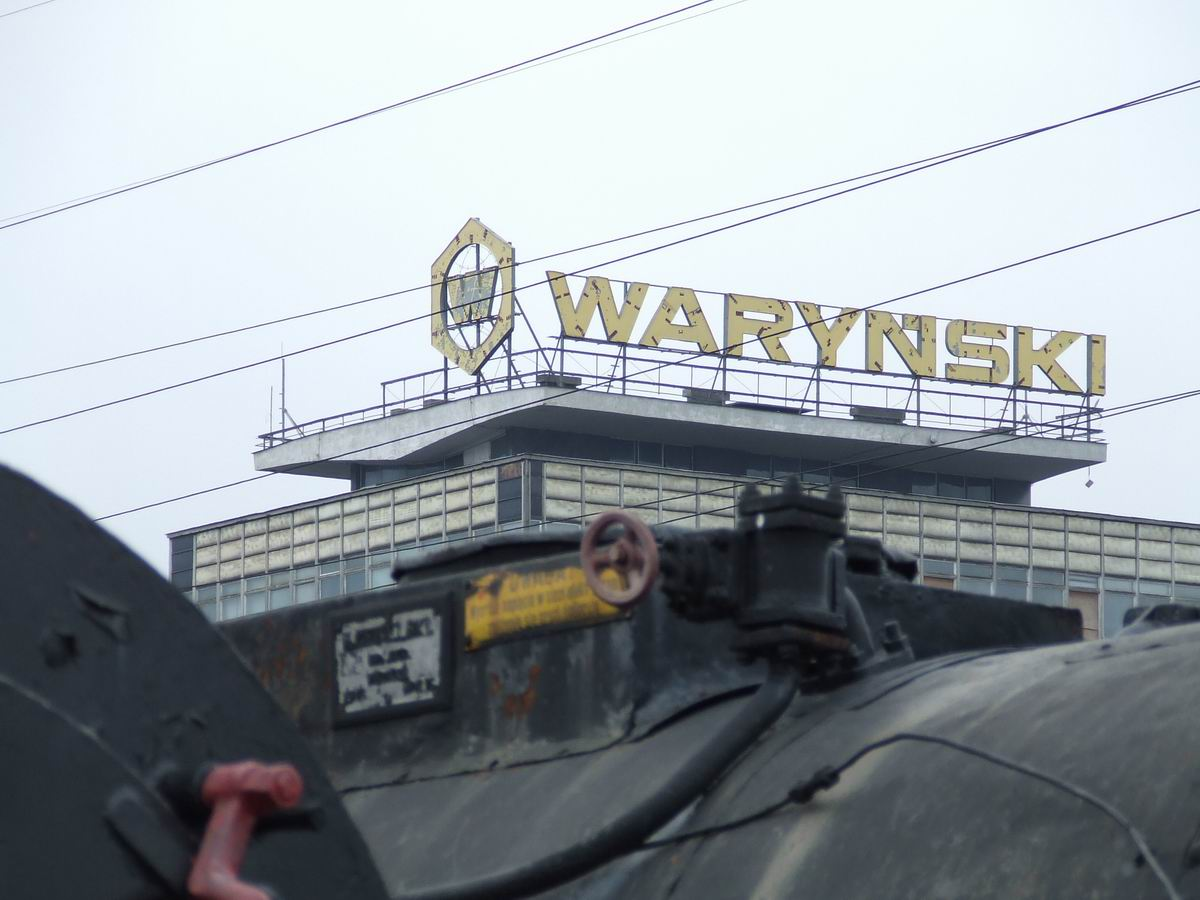
Logo fabryki Waryński na nieistniejącym obecnie budynku biurowym

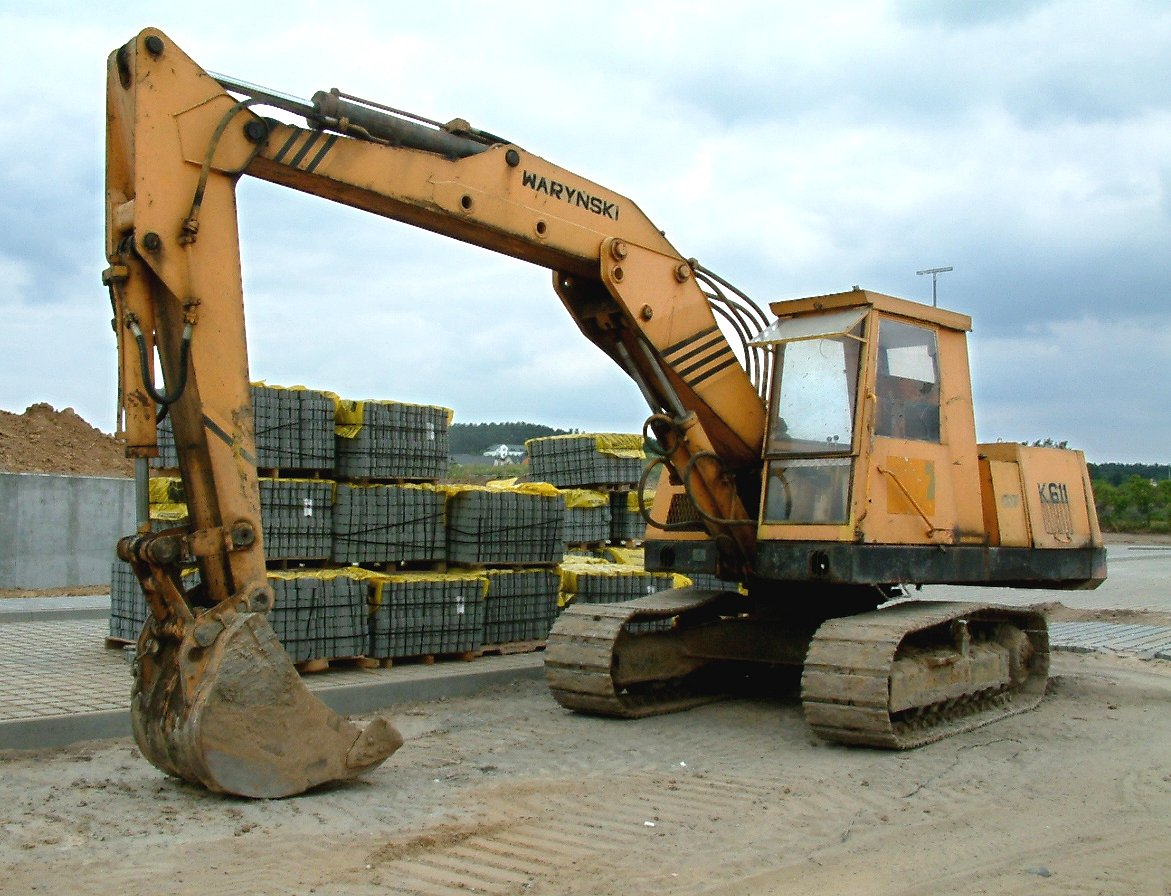
Koparka podsiębierna WARYŃSKI na podwoziu gąsienicowym K 611

Waryński S.A Grupa Holdingowa (dawniej Warszawskie Zakłady Maszyn Budowlanych im. Ludwika Waryńskiego, Bumar-Waryński S.A Grupa Holdingowa) – przedsiębiorstwo z siedzibą w Warszawie. Dawniej podmiot z sektora maszynowego, następnie w branży nieruchomości.

## Opis
Po wycofaniu się z terenów przy ul. Kolejowej siedziba przedsiębiorstwa od końca 2005 roku mieściła się przy ul. Jana Kazimierza 1/29 na Odolanach. 31 stycznia 2011 r. zmieniono nazwę przedsiębiorstwa na Waryński S.A. Grupa Holdingowa. W pierwszej połowie 2012 roku, po kilku latach przekształceń, ostatecznie zamknięta została działalność produkcyjna, a aktywność spółki została skoncentrowana na działalności deweloperskiej i zarządzaniu nieruchomościami. W 2013 roku rozpoczął się proces przygotowania dwóch projektów mieszkaniowych (Stacja Kazimierz i Miasto Wola) oraz inwestycji biurowej EQlibrium, realizowanych przez Grupę Waryński na terenie przy ul. Jana Kazimierza.
Po zburzeniu budynków Bumaru w historycznej lokalizacji przedsiębiorstwa przy ul. Kolejowej powstało osiedle mieszkaniowe 19 Dzielnica.

## Historia

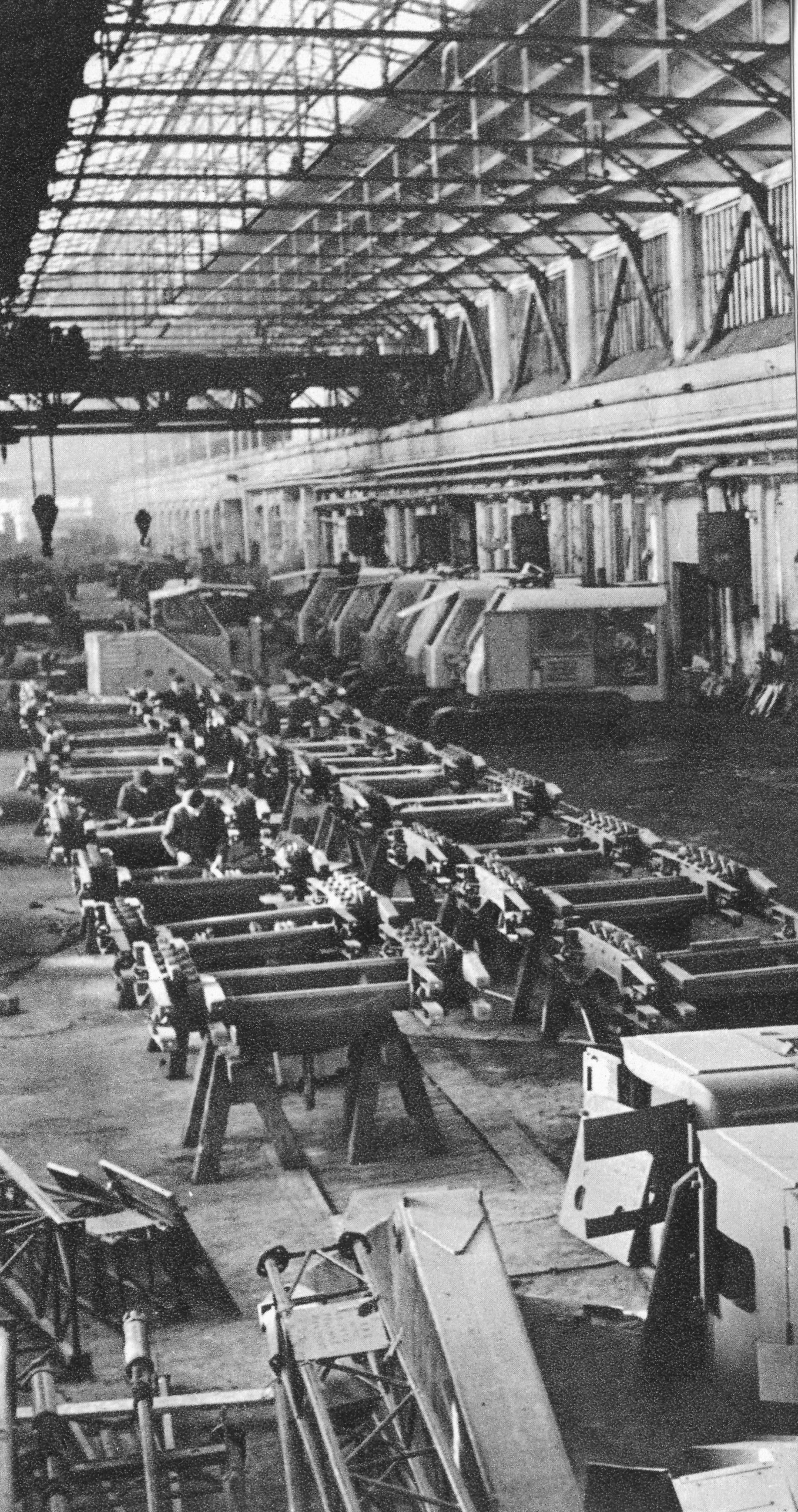
Hala Warszawskich Zakładów Maszyn Budowlanych im. Ludwika Waryńskiego ok. 1971

- 1833 – rozpoczęcie produkcji na Woli przez warsztat kotlarski Sebastiana Bańkowskiego[2]
- 1882–1920 – przekształcenie w spółkę „Borman i Szwede” i rozszerzenie produkcji na maszyny rolnicze, kotły grzewcze i lokomobile (zatrudnienie na przełomie wieków: ok. 300 osób)[2]
- 1920–1944 – zakład nabyła Warszawska Spółka Akcyjna Budowy Parowozów, potem Wytwórnia Parowozów w Warszawie – produkuje parowozy, walce drogowe i lokomobile (zatrudnienie ok. 1800 osób).
- 1944 – w czasie powstania warszawskiego fabryka zostaje zniszczona[2]
- 1947 – odbudowa fabryki i produkcja kotłów centralnego ogrzewania i do parowozów Fabloku.
- 1952 – przemianowanie przedsiębiorstwa na Warszawskie Zakłady Budowy Urządzeń Przemysłowych im. Ludwika Waryńskiego, od nazwiska socjalistycznego działacza, robotnika zakładów[2]
- 1953 – powstała pierwsza polska koparka gąsienicowa. W ten sposób przestawiono produkcję na maszyny budowlane (około 70 000 sprzedanych koparek).
- zmiana nazwy na Warszawskie Zakłady Maszyn Budowlanych im. Ludwika Waryńskiego[2]
- 1971 – rozpoczęcie produkcji koparek hydraulicznych[2]
- 1991 – przekształcenie z Zakładów Koparek i Hydrauliki Bumar-Waryński w Bumar-Waryński S.A. Grupa Holdingowa.
- W 2001 roku, ze względu na brak konkurencyjnej rynkowo oferty, produkcja maszyn budowlanych pod marką Waryński została zakończona.
- 28 lutego 2007 – wyburzenie budynku Warszawskich Zakładów Maszyn Budowlanych im. Ludwika Waryńskiego przy ul. Kolejowej 57
- 31 stycznia 2011 r. zmieniono nazwę przedsiębiorstwa na Waryński S.A. Grupa Holdingowa.
- W pierwszej połowie 2012 roku, po kilku latach przekształceń, ostatecznie zamknięta została działalność produkcyjna a aktywność spółki została skoncentrowana na działalności deweloperskiej i zarządzaniu nieruchomościami.
- W 2013 roku rozpoczyna się budowa inwestycji mieszkaniowych Miasto Wola i Stacja Kazimierz oraz budynku biurowego EQlibrium na terenie przy ul. Jana Kazimierza w Warszawie.
- W 2016 roku zakończono budowę biurowca EQlibrium, a trzy lata później rozpoczęto budowę kolejnego biurowca na warszawskiej Woli – EQ2 (oddanego do użytkowania w 2021 roku) oraz rozpoczęto nową inwestycję mieszkaniową Atol w Gdańsku (zakończenie realizacji w 2020 roku).
- W 2022 roku oddano do użytkowania ostatni z pięciu budynków inwestycji mieszkaniowej Miasto Wola oraz ostatnie dwa z siedmiu budynków inwestycji Stacja Kazimierz.

## Skład grupy holdingowej
- Waryński S.A. Grupa Holdingowa z siedzibą w Warszawie,
- MS Waryński Development S.A. z siedzibą w Warszawie,
- Waryński Trade Sp. z o.o. z siedzibą w Warszawie,
- EQlibrium Sp. z o.o. z siedzibą w Warszawie,
- EQlibrium II Sp. z o.o. z siedzibą w Warszawie,
- Waryński Atol Sp. z o.o. z siedzibą w Warszawie.